# Интернационал (Джалал-Абадская область)
Интернационал (кирг. Интернационал) — село в Ноокенском районе Джалал-Абадской области Кыргызстана. Входит в состав Аралского айылного аймака.

## География
Село расположено в южной части области, на правом берегу реки Тентяксай, на расстоянии приблизительно 5 километров (по прямой) к юго-востоку от села Масы, административного центра района. Абсолютная высота — 663 метра над уровнем моря.

## Население
Согласно оценочным данным Национального статистического комитета Кыргызской Республики, численность населения села на начало 2023 года составляла 2620 человек.
| год     | 2009 | 2014 | 2015 | 2020 | 2021 | 2023 |
| ------- | ---- | ---- | ---- | ---- | ---- | ---- |
| человек | 2299 | 2940 | 2093 | 2526 | 2570 | 2620 |